# Йон Георге
Йон Георге (рум. Ion Gheorghe, нар. 8 жовтня 1999, Бухарест, Румунія) — румунський футболіст, півзахисник клубу «Шепши».

## Ігрова кар'єра

### Клубна
Йон Георге є вихованцем столичного «Динамо». Та в основі команди футболіст провів лише чотири поєдинки і перед сезоном 2018/19 приєднався до клубу «Волунтарі». Де за чотири сезони провів понад сто офіційних матчів.
У травні 2022 року після закінчення контракту з «Волунтарі» Георге як вільний агент перейшов до клубу Ліги І «Шепши», з яким вже у першому сезоні виграв Суперкубок країни.

### Збірна
У 2021 році Йон Георге був учасником літніх Олімпійських Ігор у Токіо.

## Титули
Волунтарі
- Фіналіст Кубка Румунії: 2021/22

Шепши
 Переможець Суперкубка Румунії: 2022, 2023
 Переможець Кубка Румунії: 2022/23